# Lista de vice-governadores de Rondônia
Esta é uma lista de vice-governadores do estado de Rondônia.

## Titulares
| N°                                           | Vice-governador                              | Imagem                                       | Partido                                      | Partido                                          | Governador                                   | Início do Mandato                            | Fim do Mandato                               | Notas                                          | Ref.                                         |
| Sexta República Brasileira (1985-atualidade) | Sexta República Brasileira (1985-atualidade) | Sexta República Brasileira (1985-atualidade) | Sexta República Brasileira (1985-atualidade) | Sexta República Brasileira (1985-atualidade)     | Sexta República Brasileira (1985-atualidade) | Sexta República Brasileira (1985-atualidade) | Sexta República Brasileira (1985-atualidade) | Sexta República Brasileira (1985-atualidade)   | Sexta República Brasileira (1985-atualidade) |
| -------------------------------------------- | -------------------------------------------- | -------------------------------------------- | -------------------------------------------- | ------------------------------------------------ | -------------------------------------------- | -------------------------------------------- | -------------------------------------------- | ---------------------------------------------- | -------------------------------------------- |
| 1°                                           | Orestes Muniz Filho                          |                                              |                                              | Partido do Movimento Democrático Brasileiro PMDB | Jerônimo Santana (PMDB)                      | 15 de março de 1987                          | 15 de março de 1991                          | Vice-governador eleito em sufrágio universal.  | [ 4 ] [ 5 ]                                  |
| 2°                                           | Assis Canuto                                 |                                              |                                              | Partido Trabalhista Renovador PTR                | Osvaldo Piana (PTR)                          | 15 de março de 1991                          | 1º de janeiro de 1995                        | Vice-governador eleito em sufrágio universal.  | [ 4 ] [ 6 ]                                  |
| 3°                                           | Aparício Carvalho de Moraes                  |                                              |                                              | Partido da Social Democracia Brasileira PSDB     | Valdir Raupp (PMDB)                          | 1º de janeiro de 1995                        | 1º de janeiro de 1999                        | Vice-governador eleito em sufrágio universal.  | [ 4 ] [ 7 ]                                  |
| 4°                                           | Miguel de Souza                              |                                              |                                              | Partido da Frente Liberal PFL                    | José Bianco (PFL)                            | 1º de janeiro de 1999                        | 1º de janeiro de 2003                        | Vice-governador eleito em sufrágio universal.  | [ 8 ]                                        |
| 5°                                           | Odaísa Fernandes Ferreira                    |                                              |                                              | Partido da Social Democracia Brasileira PSDB     | Ivo Cassol (PSDB)                            | 1º de janeiro de 2003                        | 1º de janeiro de 2007                        | Vice-governadora eleita em sufrágio universal. | [ 9 ]                                        |
| 6°                                           | João Aparecido Cahulla                       |                                              |                                              | Partido Popular Socialista PPS                   | Ivo Cassol (PPS)                             | 1º de janeiro de 2007                        | 31 de março de 2010                          | Vice-governador eleito em sufrágio universal.  |                                              |
| -                                            | Cargo Vago                                   | Cargo Vago                                   | Cargo Vago                                   | Cargo Vago                                       | João Aparecido Cahulla (PPS)                 | 31 de março de 2010                          | 1° de janeiro de 2011                        | Vice-governador eleito no cargo de titular.    | [ 10 ]                                       |
| 7°                                           | Airton Pedro Gurgacz                         |                                              |                                              | Partido Democrático Trabalhista PDT              | Confúcio Moura (PMDB)                        | 1º de janeiro de 2011                        | 1º de janeiro de 2015                        | Vice-governador eleito em sufrágio universal.  |                                              |
| 8°                                           | Daniel Pereira                               |                                              |                                              | Partido Socialista Brasileiro PSB                | Confúcio Moura (PMDB)                        | 1º de janeiro de 2015                        | 5 de abril de 2018                           | Vice-governador eleito em sufrágio universal.  | [ 11 ]                                       |
| -                                            | Cargo Vago                                   | Cargo Vago                                   | Cargo Vago                                   | Cargo Vago                                       | Daniel Pereira (PSB)                         | 5 de abril de 2018                           | 1º de janeiro de 2019                        | Vice-governador eleito no cargo de titular.    | [ 12 ]                                       |
| 9°                                           | José Atílio Salazar Martins                  |                                              |                                              | Partido Social Liberal PSL                       | Marcos Rocha (PSL)                           | 1º de janeiro de 2019                        | 1º de janeiro de 2023                        | Vice-governador eleito em sufrágio universal.  |                                              |
| 10°                                          | Sérgio Gonçalves da Silva                    |                                              |                                              | União Brasil UNIÃO                               | Marcos Rocha (UNIÃO)                         | 1º de janeiro de 2023                        | atualidade                                   | Vice-governador eleito em sufrágio universal.  | [ 13 ]                                       |